# NGC 105
NGC 105 é uma galáxia espiral (Sab) localizada na direcção da constelação de Pisces. Possui uma declinação de +12° 53' 01" e uma ascensão recta de 0 horas, 25 minutos e 16,9 segundos.
A galáxia NGC 105 foi descoberta em 15 de Outubro de 1884 por Édouard Jean-Marie Stephan.